# Cercyonis pegala
Cercyonis pegala är en fjärilsart som beskrevs av Fabricius 1775. Cercyonis pegala ingår i släktet Cercyonis och familjen praktfjärilar. Inga underarter finns listade i Catalogue of Life.

## Bildgalleri

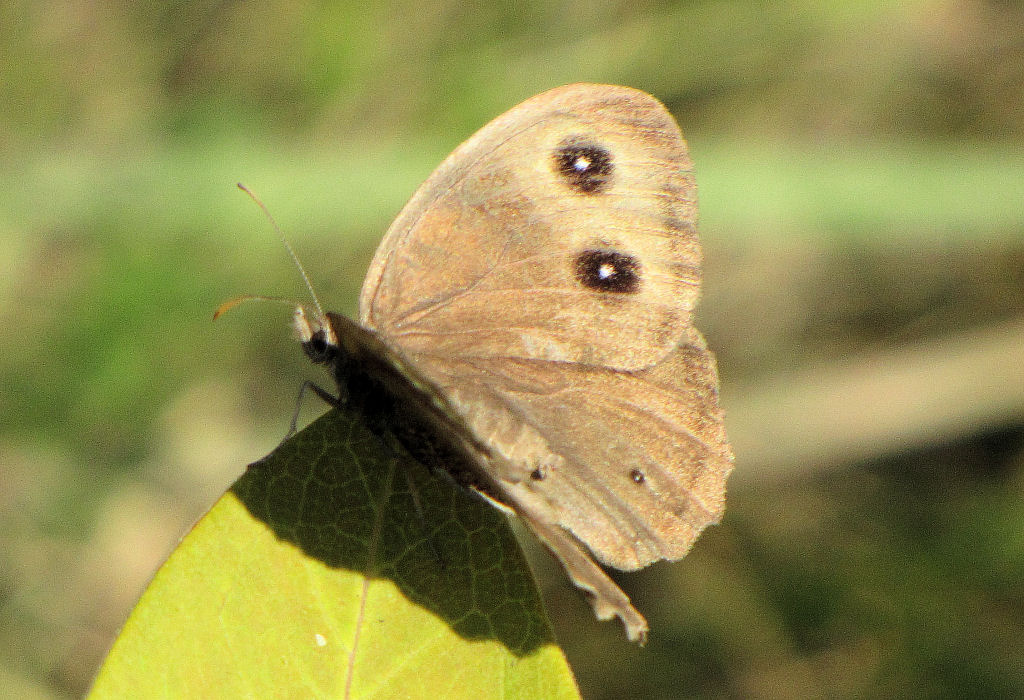
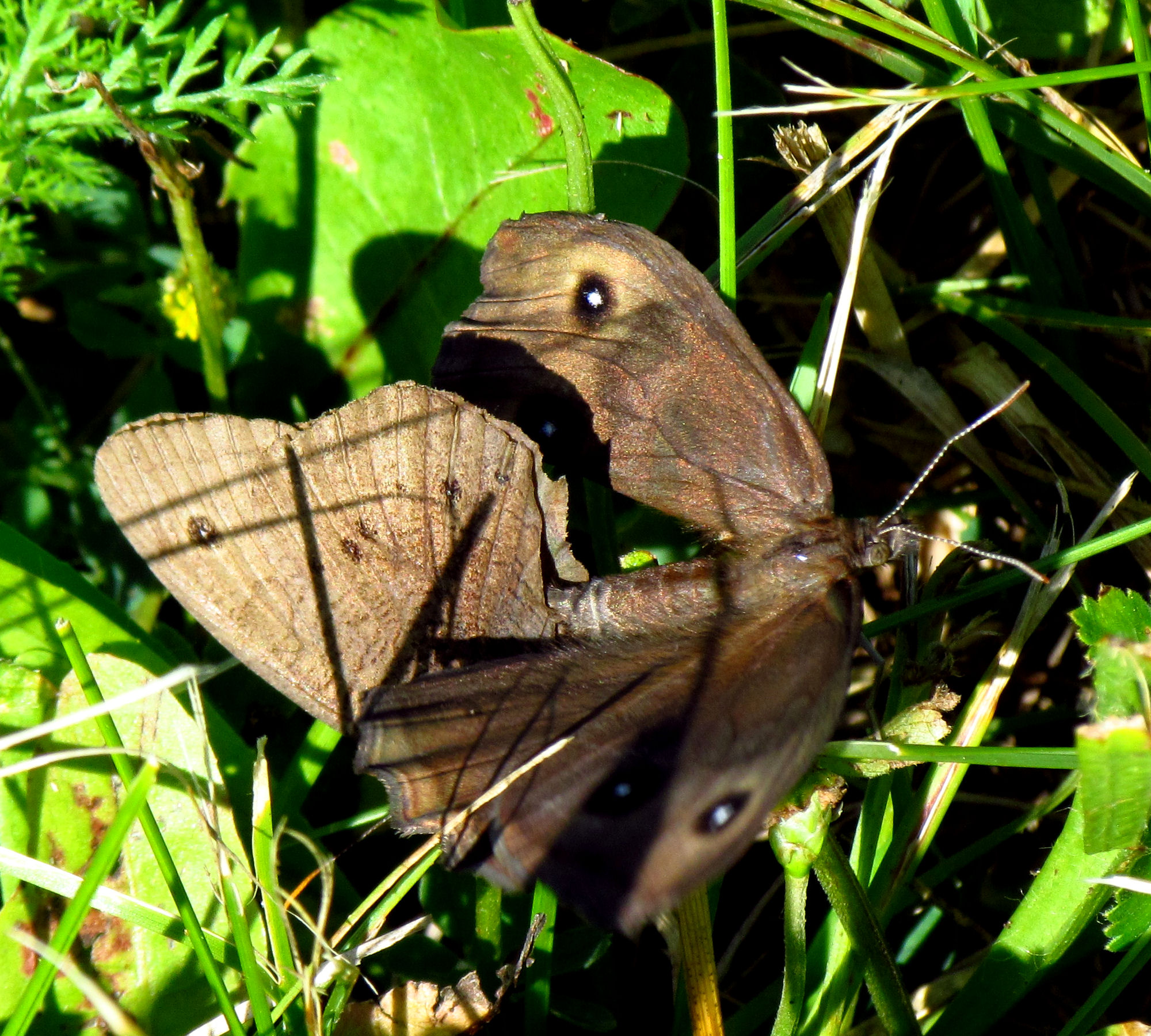
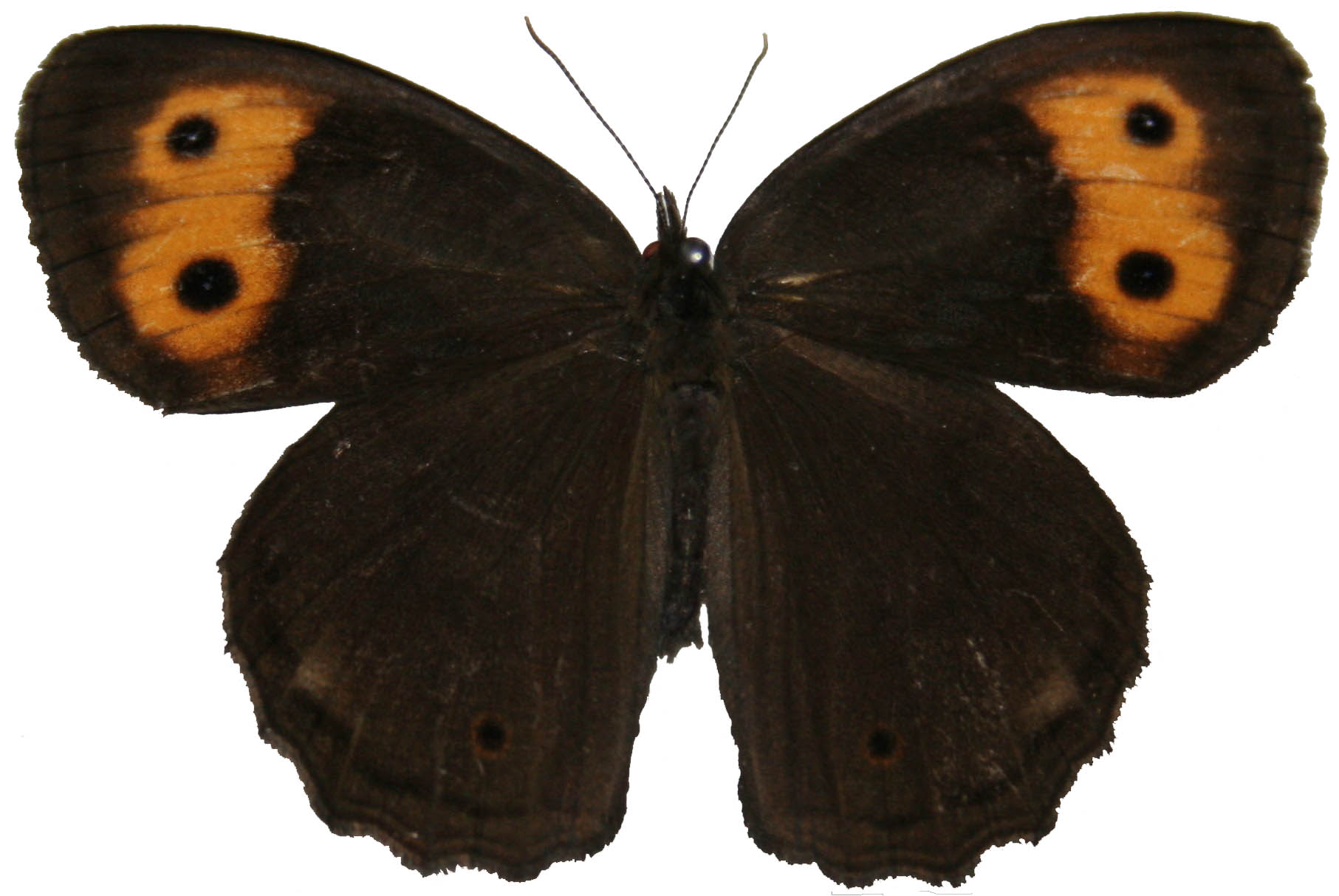
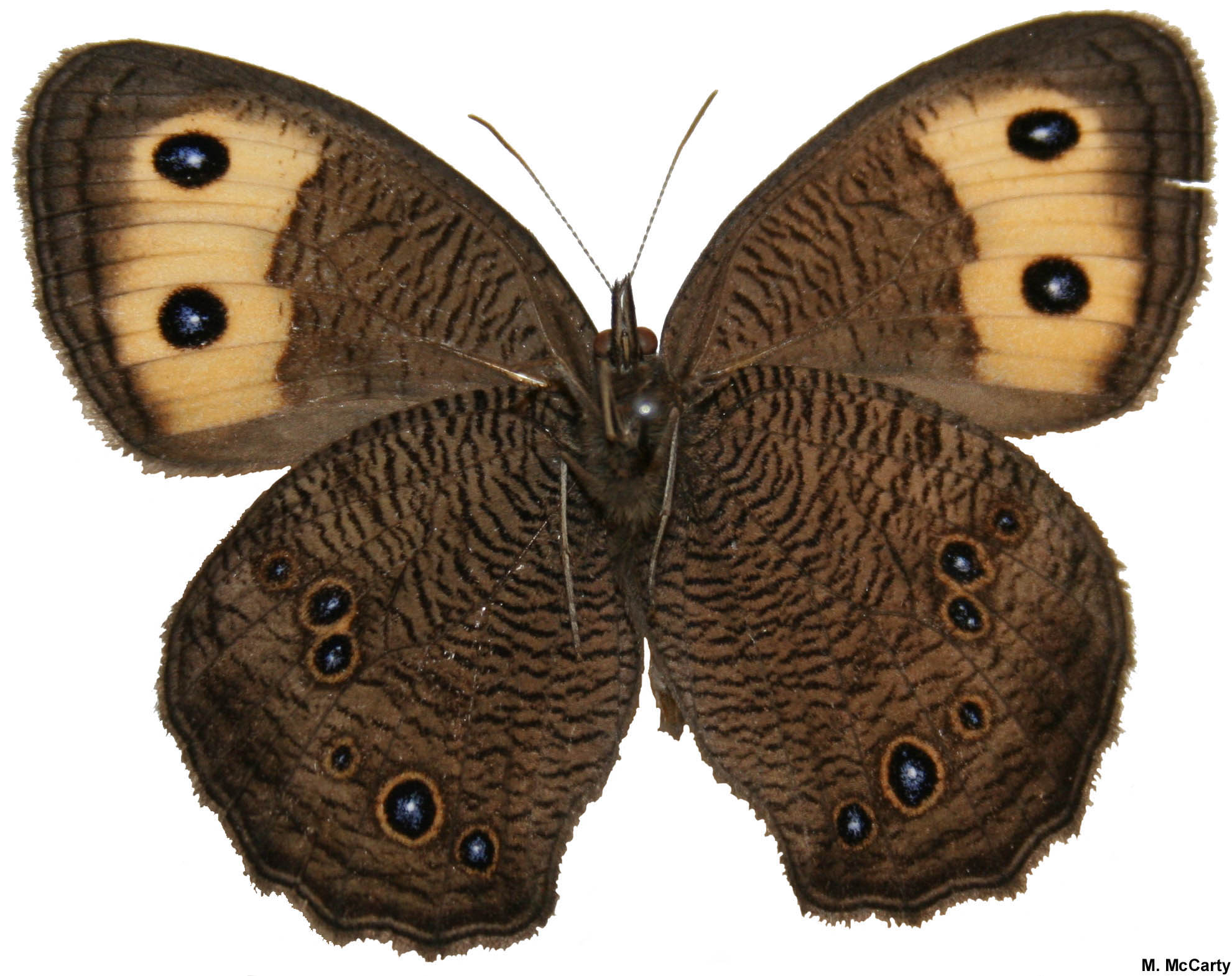
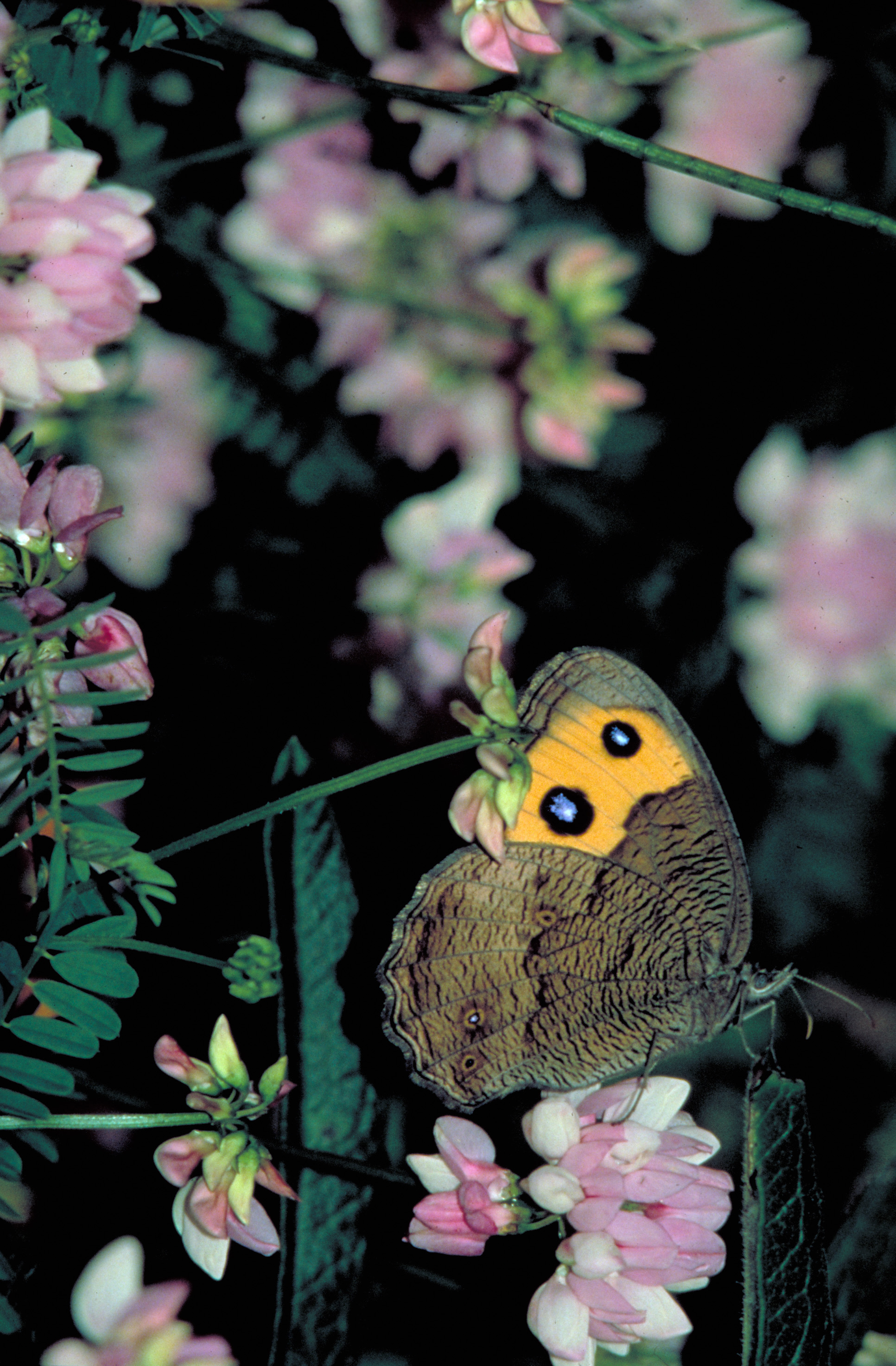
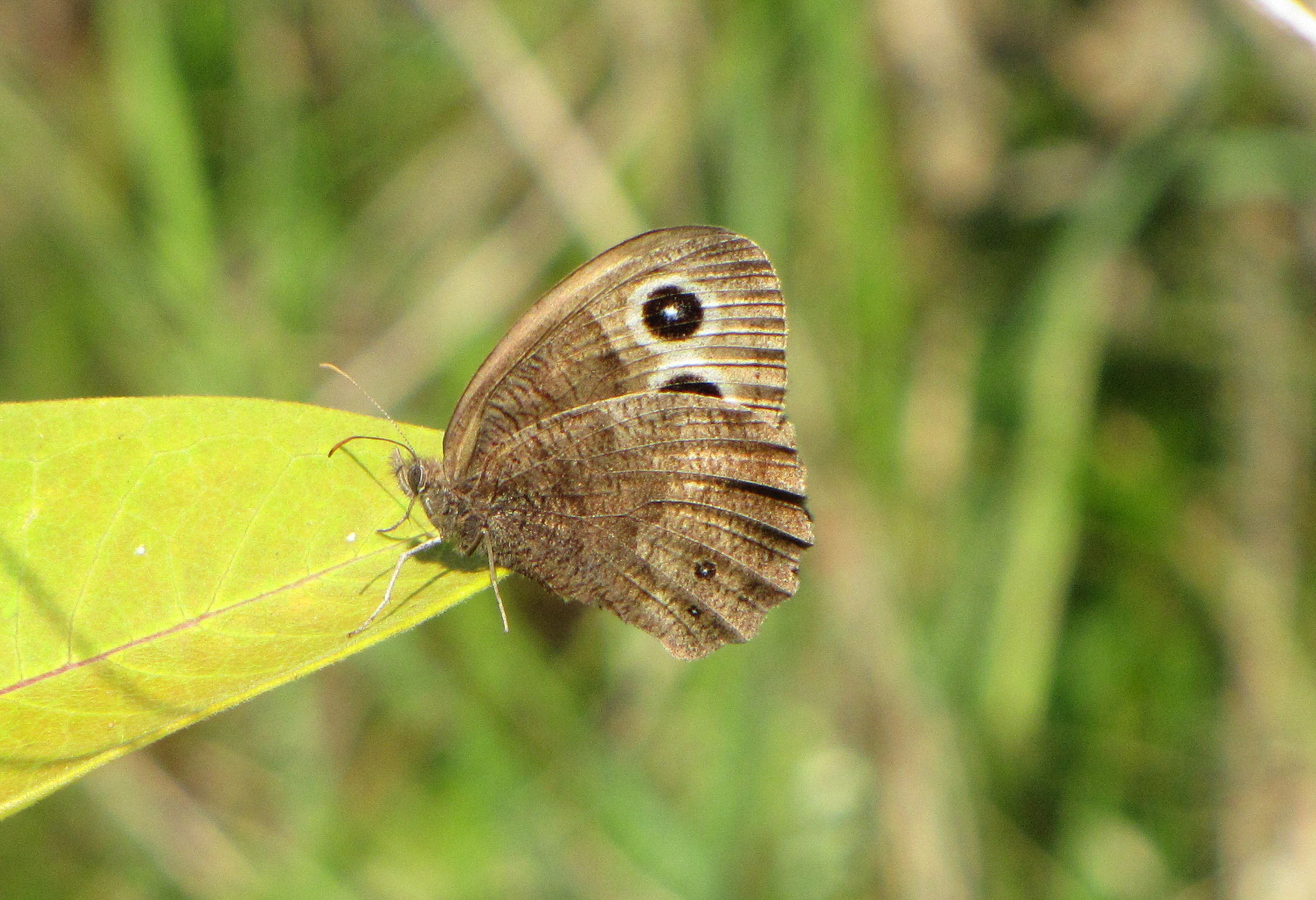